# 田代将太郎
田代 将太郎（たしろ しょうたろう、1989年12月13日 - ）は、北海道石狩市出身の元プロ野球選手（外野手）。左投左打。YouTuberとしても活動。

## 経歴

### プロ入り前
小学校4年生の時に外野手として野球を始めると、中学生時代は石狩中央シニアに所属していた。
東海大学付属第四高等学校への進学後は、3年夏の第89回全国高等学校野球選手権大会南北海道大会の札幌地区代表決定戦まで進んだことが最高成績で、春夏共に阪神甲子園球場での全国大会へ出場できなかった。高校卒業後は東海大学へ進学を希望し、大学の練習場でセレクションを受けたが、「特待生では取れない」と言われる。なお、田代がなれなかった特待生に菅野智之と田中広輔がいた。
八戸大学への進学後は、北東北大学野球のリーグ戦で、2年時の春季・秋季および4年生の春季に外野手としてベストナインに選出。4年の秋季リーグ戦では打点王を獲得した。さらに、3年時のリーグ戦では春秋連覇を経験。春季優勝によって進出した第59回全日本大学野球選手権大会では、準々決勝の延長14回裏に、大会史上8人目のサヨナラ本塁打を放った。秋季優勝を経て臨んだ11月の第41回明治神宮野球大会では、1回戦で「6番・中堅手」としてスタメンに起用。5打数2安打1打点を記録したが、チームは敗れた。リーグ通算52試合204打数68安打27打点2本塁打、打率.333、大学の1学年先輩に、塩見貴洋と秋山翔吾がいた。
2011年のNPBドラフト会議で、埼玉西武ライオンズから5巡目で指名。契約金3,000万円、年俸800万円（金額は推定）という条件で入団した。背番号は61で、この入団を機に、秋山と再びチームメイトになった。

### 西武時代
2012年には6月29日にプロ入り後初めての出場選手登録を果たすと、同日の対北海道日本ハムファイターズ戦（西武ドーム）の8回裏に代走で一軍公式戦にデビューを果たした。一軍公式戦では5試合の出場で打席に立つ機会がなかったものの、イースタン・リーグ公式戦では、68試合の出場で打率.269を記録した。
2013年には、イースタン・リーグ公式戦でプロ初本塁打を放つとともに、47試合の出場ながら打率.297をマーク。一軍公式戦では、9月14日の対千葉ロッテマリーンズ戦（西武ドーム）9回裏に代打で迎えた初打席で安打を放った。
2014年には、イースタン・リーグ公式戦73試合に出場。しかし、打率が.197（127打数25安打）にとどまるほどの不振で、プロ入り後初めて一軍公式戦への出場機会がなかった。
2015年にはイースタン・リーグ公式戦55試合の出場で打率.311、2本塁打を記録、一軍公式戦にも7試合に出場した。6月14日の対東京ヤクルトスワローズ戦（西武プリンスドーム）では、「8番・右翼手」として、一軍公式戦で初めてスタメンに起用された。
2016年には、プロ入り後初めて開幕一軍入りを果たすと、主に代走として一軍公式戦13試合に出場した。しかし、4月22日に出場選手登録を抹消されたことを境に一軍から遠ざかったままシーズンを終えた。イースタン・リーグ公式戦では73試合の出場で打率.221、4本塁打、30打点、13盗塁という成績を残した。
2017年には、オープン戦全13試合へ出場。前年のパシフィック・リーグ盗塁王で一軍外野陣の1人でもある金子侑司の故障も背景に、2年連続で公式戦の開幕を一軍で迎えた。3月31日には、北海道日本ハムファイターズとの開幕戦で「2番・左翼手」として自身初の開幕スタメンを経験している。しかし、一軍経験の浅さからパニックになり、練習ではいい状態であるものの、打席に立つとスイングの仕方さえ分からなくなるほどの打撃不振に陥った。内野手登録の外崎修汰が外野手として台頭したこともあって、4月中旬以降の一軍公式戦ではスタメンを外れることが相次いだ。4月23日の対日本ハム戦（いずれもメットライフドーム）で一軍初本塁打を記録したものの、5・6月は12打席無安打で、6月8日に出場選手登録を抹消。8月5日に再び登録されたが、8月27日に抹消された。一軍公式戦には自己最多の38試合に出場したが、打率は0割台だった。チームのレギュラーシーズン2位で迎えたクライマックスシリーズでは出場機会がなかった。シリーズ敗退後、フェニックス・リーグ参加中の10月28日に球団から戦力外通告された。
戦力外通告は本人の予想外であり、通告された直後は不安から野球を辞めるつもりでいたが、元西武コーチの河田雄祐から「明日から、体を動かせ。やる、やらないはいいから。とりあえず動かせ」と促されて、練習を開始。また、田代より前に戦力外通告を受けていた渡辺直人から「絶対まだやれるし、取ってくれるところはある。今やめたら絶対後悔するから、もったいないから、やれ!」と電話をもらったことが一番の刺激となり、NPB他球団での現役続行を希望するようになった。11月15日にMAZDA Zoom-Zoom スタジアム広島で開かれた12球団合同トライアウトへ参加すると、シートバッティング形式による対戦で4人の投手に対して4打数1安打という結果を残した。

### ヤクルト時代
2017年11月17日に、東京ヤクルトスワローズが田代と契約したことを発表した。前述したトライアウトの結果を受けての契約で、背番号は65。
2018年は開幕一軍を勝ち取ると主にウラディミール・バレンティンの守備固めや代走として起用される。その後は何度か登録抹消を挟みながらも大半を一軍で過ごし、西武での6年間の通算試合数を超える自己最多の73試合に出場。その一方で打席に立つ機会は前年よりも減少したが、少ない機会の中でも打率.323を記録するなど飛躍のシーズンとなった。
2019年、開幕一軍に入るとバレンティンの守備固めなどを中心に起用されたが、シーズン後半は二軍暮らしが続き51試合の出場にとどまった。
2020年は二軍スタート。8月15日のイースタン・リーグ公式戦のスターティングメンバーに名を連ねていたが、プレーボールの直前に一軍の渡邉大樹が試合前の守備練習中に負傷したことを受け、急遽シーズン初昇格が公示された。初回の第一打席で空振り三振に倒れるとその裏からすぐさま交代して一軍に合流する一幕があった。無安打のまま31日に一度抹消されたが、今度は上田剛史が試合中に負傷したことを受けて、9月17日に二度目の一軍昇格。再昇格後はスタメン起用される機会が度々見受けられるようになり、46試合の出場でヤクルト移籍後では最多の53打席に立つが、打率は.149と不振。二度目の登録抹消はされないままシーズンを終えたが、最終戦翌日の11月11日に球団より戦力外通告を受けた。
戦力外通告後、頻繁にYouTubeでゲーム実況生配信を行っていたが、その裏で野球の練習も継続。12月7日に明治神宮野球場で開かれた12球団合同トライアウトに参加し、シートバッティング形式による対戦で松田遼馬、古村徹から安打を放ち、4打数2安打のマルチ安打を記録。

### 現役引退後
2021年1月、池袋で行われる米野智人とのトークライブの告知において、既に現役引退を表明していたことが分かった。変わらずYouTubeでのゲーム実況配信活動を行う傍らで就職活動も行い、6月からはサラリーマン生活を送っている。アクサ生命保険でフィナンシャルプランアドバイザーとして保険の営業を行っている。6月19日には『有吉反省会』に出演した。
2023年からは古巣の西武が運営する「ライオンズアカデミー」のコーチに就任し、小中学生への野球指導を行う。

## 選手としての特徴・人物
プロ入り時の50メートル走のタイムは5秒8。
父親の影響で生き物好きで、ベンガル（猫）とクレステッドゲッコー（トカゲ）、アピストグラマ・アガシジィのダブルレッド（熱帯魚）を飼っている。ベンガルには「ルウ」、クレステッドゲッコーには「レモン丸」という名前を付けており、たびたび田代のInstagramに写真が投稿されていた。ヤクルト移籍後に再度開設していたTwitterでは海水水槽についての投稿を行っている。
2020年7月20日にゲーム実況配信をやっていたことを公表。YouTubeチャンネルでは『Fortnite』や『Apex Legends』、『Escape from Tarkov』などを中心に生配信で実況プレイしている。ヤクルトからの戦力外通告が発表された当日も、TwitterとInstagramにファンや球団への感謝を述べたコメントを投稿した直後に、Twitterで「てことで20時くらいからYouTubeでゲーム配信しまーす！」と配信活動の予告をした。実際には前日の試合後の時点で戦力外については伝えられていたのだが、その日の晩にもゲーム配信を行っていた。
小さい頃は中日ドラゴンズのファンで、福留孝介に憧れていた。ただし、プロ入りしてからは、中日に対して特別に意識していることはないという。
西武時代のチームメイトからは「マーシー」や、「ターシー」の愛称で呼ばれていた。
西武時代の2015年6月11日の対広島東洋カープ戦（西武ドーム）では、同点で迎えた9回裏1死1・2塁の場面で、二塁走者の代走に起用された。しかし、打者の浅村栄斗が放った遊撃手方向への打球が足に当たったため、守備妨害とみなされてアウトを宣告された。ちなみに、浅村の打球が田代に当たらなければ、併殺の完成によって西武の攻撃が終了していた可能性もあった。しかし、田代の守備妨害が故意によるプレーではないと判断されたため、実際には一塁走者を残したまま試合は続行。結局、チームは次々打者エルネスト・メヒアの適時打によってサヨナラ勝ちを収めた。
西武時代は斉藤彰吾と仲が良く、2020年10月13日の対横浜DeNAベイスターズ戦に既に引退した斉藤が観戦に訪れた際には、第2打席の登場曲を斉藤が現役時代に使っていた登場曲に変更する計らいを見せた。

## 詳細情報

### 年度別打撃成績
| 年 度    | 球 団    | 試 合 | 打 席 | 打 数 | 得 点 | 安 打 | 二 塁 打 | 三 塁 打 | 本 塁 打 | 塁 打 | 打 点 | 盗 塁 | 盗 塁 死 | 犠 打 | 犠 飛 | 四 球 | 敬 遠 | 死 球 | 三 振 | 併 殺 打 | 打 率 | 出 塁 率 | 長 打 率 | O P S |
| -------- | -------- | ----- | ----- | ----- | ----- | ----- | -------- | -------- | -------- | ----- | ----- | ----- | -------- | ----- | ----- | ----- | ----- | ----- | ----- | -------- | ----- | -------- | -------- | ----- |
| 2012     | 西武     | 5     | 0     | 0     | 1     | 0     | 0        | 0        | 0        | 0     | 0     | 0     | 0        | 0     | 0     | 0     | 0     | 0     | 0     | 0        | .---  | .---     | .---     | .000  |
| 2013     | 西武     | 8     | 1     | 1     | 3     | 1     | 0        | 0        | 0        | 1     | 0     | 0     | 0        | 0     | 0     | 0     | 0     | 0     | 0     | 0        | 1.000 | 1.000    | 1.000    | 2.000 |
| 2015     | 西武     | 7     | 7     | 7     | 0     | 1     | 0        | 0        | 0        | 1     | 0     | 0     | 1        | 0     | 0     | 0     | 0     | 0     | 4     | 0        | .143  | .143     | .143     | .286  |
| 2016     | 西武     | 13    | 5     | 4     | 2     | 1     | 0        | 0        | 0        | 1     | 0     | 0     | 0        | 1     | 0     | 0     | 0     | 0     | 0     | 0        | .250  | .250     | .250     | .500  |
| 2017     | 西武     | 38    | 62    | 56    | 8     | 4     | 0        | 1        | 1        | 9     | 5     | 3     | 2        | 0     | 0     | 5     | 0     | 1     | 16    | 1        | .071  | .161     | .161     | .322  |
| 2018     | ヤクルト | 73    | 36    | 31    | 16    | 10    | 0        | 0        | 1        | 13    | 2     | 4     | 3        | 1     | 0     | 4     | 0     | 0     | 9     | 0        | .323  | .400     | .419     | .819  |
| 2019     | ヤクルト | 51    | 21    | 19    | 7     | 5     | 1        | 2        | 0        | 10    | 7     | 1     | 1        | 0     | 1     | 0     | 0     | 1     | 6     | 0        | .263  | .286     | .526     | .812  |
| 2020     | ヤクルト | 46    | 53    | 47    | 5     | 7     | 1        | 1        | 0        | 10    | 2     | 1     | 1        | 1     | 0     | 5     | 0     | 0     | 16    | 0        | .149  | .213     | .231     | .444  |
| NPB：8年 | NPB：8年 | 241   | 185   | 165   | 42    | 29    | 2        | 4        | 2        | 45    | 16    | 9     | 8        | 3     | 1     | 14    | 0     | 2     | 51    | 1        | .176  | .273     | .247     | .520  |

### 年度別守備成績
| 年 度 | 球 団    | 外野  | 外野  | 外野  | 外野  | 外野  | 外野     |
| 年 度 | 球 団    | 試 合 | 刺 殺 | 補 殺 | 失 策 | 併 殺 | 守 備 率 |
| ----- | -------- | ----- | ----- | ----- | ----- | ----- | -------- |
| 2012  | 西武     | 1     | 1     | 0     | 0     | 0     | 1.000    |
| 2013  | 西武     | 1     | 0     | 0     | 0     | 0     | ----     |
| 2015  | 西武     | 5     | 2     | 0     | 0     | 0     | 1.000    |
| 2016  | 西武     | 8     | 6     | 1     | 0     | 0     | 1.000    |
| 2017  | 西武     | 30    | 32    | 0     | 0     | 0     | 1.000    |
| 2018  | ヤクルト | 48    | 22    | 0     | 0     | 0     | 1.000    |
| 2019  | ヤクルト | 34    | 11    | 0     | 0     | 0     | 1.000    |
| 2020  | ヤクルト | 36    | 33    | 1     | 0     | 0     | 1.000    |
| 通算  | 通算     | 163   | 107   | 2     | 0     | 0     | 1.000    |

### 記録
- 初出場：2012年6月29日、対北海道日本ハムファイターズ9回戦（西武ドーム）、8回裏にホセ・オーティズの代走として出場
- 初打席・初安打：2013年9月14日、対千葉ロッテマリーンズ20回戦（西武ドーム）、9回裏に渡辺直人の代打として出場、益田直也から右前安打
- 初先発出場：2015年6月14日、対東京ヤクルトスワローズ3回戦（西武プリンスドーム）、8番・右翼手として先発出場
- 初盗塁：2017年4月2日、対北海道日本ハムファイターズ3回戦（札幌ドーム）、5回表に二盗（投手：エドウィン・エスコバー、捕手：大野奨太）
- 初打点：2017年4月7日、対福岡ソフトバンクホークス（メットライフドーム）、5回裏に和田毅から中越適時三塁打
- 初本塁打：2017年4月23日、対北海道日本ハムファイターズ6回戦（メットライフドーム）、7回裏に谷元圭介から右越3ラン

### 背番号
- 61 （2012年 - 2017年）
- 65 （2018年 - 2020年）

### 登場曲
- 「The Beginning」ONE OK ROCK（2017年‐）
- 「Whatever It Takes」Imagine Dragons（2018年-）